# Sula (Mezen)
Sula (rus. Сула) je rijeka u Lešukonskom rajonu Arhangelske oblasti u Rusiji, desni pritok Mezena. Duga je 221 km, s površinom porječja od 2210 km2.
Sula izvire na visoravni Kozminski Kamen, dijelu Timanskog grebena. Teče u smjeru jugozapada.
Glavni pritoci Sule su Pišega i Omza (obje lijeve).
Dolina rijeke Sule jedno je od najzabačenijih područja Arhangelske oblasti. Na rijeci nema naselja, osim sela Zasulje na ušću Sule. Postoji nekoliko drvenih kuća, smještenih duž cijelog riječnog toka i koje koriste sezonski lovci. U srednjem toku Sule, cesta ide paralelno s rijekom. Ova cesta povezuje dolinu Mezen (selo Ust-Kima) s dolinom Pečore (selo Ust-Ciljma) i nije prohodna za obične automobile.